# Mistinguett
Mistinguett (właśc. Jeanne Bourgeois) (ur. 5 kwietnia 1875 w Enghien-les-Bains, zm. 5 stycznia 1956 w Bougival) – francuska aktorka i piosenkarka.

## Życiorys
Jeanne Bourgeois zadebiutowała jako Mistinguett w Casino de Paris w 1895. Występowała też m.in. w Folies Bergère, Moulin Rouge i El Dorado. Jej sex appeal podobał się w Paryżu i była jedną z najbardziej znanych francuskich artystek swoich czasów. W 1919 roku jej nogi zostały ubezpieczone na 500 000 franków.
Pozostawała w bliskim związku z młodszym od niej o kilkanaście lat Maurice Chevalierem, a także z księciem indyjskim, królem hiszpańskim Alfonsem XIII i przyszłym królem Anglii Edwardem VIII.
Śpiewała m.in. tango Un tango dans tes bras (Tango w twoich ramionach). W 1936 roku przyjechała z występami do Warszawy, co wzbudziło sensację.